# Back to Ballin
Back to Ballin è il secondo album del rapper statunitense Lil' Troy, pubblicato l'11 settembre 2001.
Ha avuto un successo minore rispetto all'album di debutto Sittin' Fat Down South.

## Tracce
1. Pimp Is Back :39
2. For Years 3:48
3. Mo Money, Mo Problems 4:50
4. Pop Ya Collar 3:58
5. We Gon Lean (featuring Lil' Flip) 4:23
6. Back to Ballin 3:45
7. There He Go 3:43
8. Lesbian Nights 4:10
9. Long Time 3:30
10. Let's Smoke 4:19
11. Buckle 3:40
12. Wired Up 3:58
13. Touch Ya Toes 3:29
14. Keep My Name Out Your Mouth 3:49
15. Dead Wrong 1:01
16. We Gon Lean (Remix by Dirk) 4:06
17. Steady Shinin' 5:22
18. Baby Girl Wanna Ride On Me 3:21
19. Wanna Be a Baller (Chopped & Screwed Version) 7:57